# Rhodri el Grande
Rhodri el Grande (en galés: Rhodri Mawr; en ocasiones en inglés: Roderick el Grande) (820 - 878) fue el primer gobernante de Gales que recibió el título de "el Grande" y el primero en gobernar la mayor parte del actual Gales. También es llamado "Rey de los Britones" en los Anales del Ulster. Históricamente se le atribuye la construcción del primer castillo de Dinefwr.

## Linaje y herencia
Hijo de Merfyn Frych, rey de Gwynedd y de Nest ferch Cadell, del linaje real del reino de Powys, heredó el reino de Gwynedd a la muerte de su padre en el año 844.
Cuando su tío Cyngen ap Cadell, gobernante de Powys, murió en un peregrinaje a Roma en el año 855, Rhodri también heredó Powys. En el año 872 Gwgon, gobernante de Seisyllwg en el sur de Gales, se ahogó accidentalmente y Rhodri añadió su reino a sus dominios en virtud de su matrimonio con Angharad, hermana de Gwgon, convirtiéndose en el gobernante de la mayor parte de Gales.

## Resistencia contra los daneses

Posible extensión de las tierras de Rhodri en su apogeo:
Gwynedd, el principado de Rhodri el Grande
Otras tierras que se unieron a ellas para formar Morgannwg

Rhodri se enfrentó a la presión de sus vecinos ingleses y de los ataques de los vikingos daneses, que saquearon la isla de Anglesey en el año 854. En el año 856 Rhodri consiguió una considerable victoria sobre los daneses, matando a su líder Gorm (en ocasiones llamado Horm). Dos poemas de Sedulio Escoto, escritos en la corte de Carlos el Calvo, rey de los francos, celebran la victoria de "Roricus" sobre los hombres del norte.
En el año 877 Rhodri luchó de nuevo contra los invasores nórdicos en Anglesey, pero en esta ocasión fue derrotado y obligado a huir a Irlanda.

## Derrota y muerte
A su regreso al año siguiente, se dice que Rhodri y su hijo Gwriad fueron asesinados por los ingleses, gobernados durante esta época por el rey Alfredo el Grande, aunque la naturaleza precisa de su muerte se desconoce. Cuando su hijo, Anarawd ap Rhodri, consiguió una victoria sobre el reino de Mercia unos pocos años después, en las crónicas se considera que fue la venganza de Dios por la muerte de Rhodri.

## Sucesión
Su hijo Cadell ap Rhodri conquistó Dyfed, que posteriormente su nieto Hywel Dda uniría a Seisyllwg para formar el reino de Deheubarth. Como su abuelo, Hywell conseguiría unir y gobernar la mayor parte de Gales.
Rhodri tuvo seis hijos, de los que le sucedieron en el poder Anarawd como rey de Gwynedd, Merfyn como rey de Powys y Cadell como príncipe de Seisyllwg. Gwriad murió con su padre y Elen posiblemente se casó con Owain ap Hywel, rey de Glamorgan.